# Jakob Axel Nielsen
Jakob Axel Nielsen (Hadsund, Nordjylland, 12 de abril de 1967) es un político de Dinamarca, miembro del Partido Popular Conservador. Es miembro del Parlamento de Dinamarca desde las elecciones presidenciales danesas de 2005, y desde noviembre de 2007 es Ministro de Salud y Medidas de Prevención, siendo el primero en ocupar dicho cargo, tras su creación en la tercera legislatura del primer ministro Anders Fogh Rasmussen.

## Biografía
De profesión abogado, Nielsen nació en Terndrup, en la zona septentrional de Jutlandia. Estudió secundaria en Hobro y se licenció en derecho en la Universidad de Århus. Trabajó como abogado desde 1994 hasta su ingreso en el Parlamento, en el año 2005.
Su abuelo, Knud Axel Nielsen, también abogado, fue miembro del Parlamento Danés representando al Partido Socialdemócrata desde 1953 hasta 1973. Además fue Ministro de Justicia entre 1964 y 1968, y entre 1971 y 1973.
Jakob Axel Nielsen, antes de ser nombrado ministro, era el portavoz del Partido Conservador en la política de impuestos, reclamando repetidas veces la bajada de impuestos en Dinamarca, siendo estos unos de los más elevados del mundo.
El 12 de septiembre de 2007 entró a formar parte del gobierno de Rasmussen, relevando a Flemming Hansen como Ministro de Tráfico y Energía, aunque con apenas dos meses en el cargo se convocaron elecciones anticipadas. Como resultado de ellas Rasmussen formó un nuevo gabinete, incluyendo a Nielsen en el recién creado Ministerio de Salud y Medidas de Prevención, el 23 de noviembre de 2007.